# سامانتا رایان
سامانتا رایان (انگلیسی: Samantha Ryan؛ زاده ۳ مارس ۱۹۷۸) نام هنری بازیگر پورنوگرافی پیشین اهل  کانزاس ایلات متحده  است.